# Bertelsmann Corporate Center
Das Bertelsmann Corporate Center (bis November 2001: Bertelsmann Hauptverwaltung) ist ein Bürogebäude in der ostwestfälischen Kreisstadt Gütersloh und das Verwaltungsgebäude des Medienkonzerns Bertelsmann. Es ist Arbeitsplatz für rund 700 Mitarbeiter. 

## Geschichte
1868 hatte Heinrich Bertelsmann das Stammhaus des C. Bertelsmann Verlags gegenüber der Gütersloher Apostelkirche verkauft und ein neues Verlags- und Verwaltungsgebäude in der Nähe des Hauptbahnhofs (heutiger Standort des Zentralen Omnibusbahnhofs/des Kaufhauses C&A) bezogen. Dieser Standort mitten in der Gütersloher Innenstadt war bis Mitte der 1970er Jahre Firmensitz des Unternehmens.
Die Planungen für einen modernen Neubau am Stadtrand im Ortsteil Avenwedde liefen ab 1972, im Januar 1973 traf der Bertelsmann-Vorstand unter Reinhard Mohn die endgültige Entscheidung. Baubeginn an der Carl-Bertelsmann-Straße war im Oktober 1973, die Grundsteinlegung erfolgte am 17. Januar 1974. Für Fundamente sowie Wände und Decken wurden 15.000 Kubikmeter Beton und 1.000 Tonnen Stahl verbaut. In Betrieb genommen wurde der erste Gebäudeteil „V1“ mit seinen zwei Obergeschossen am 19. Januar 1976. Drei Jahre später wurde er um den zweiten Gebäudeteil „V2“, diesmal mit drei Obergeschossen, ergänzt. Dieser wurde 1980 bezogen. 
Die Grundstücksfläche beträgt inkl. der Parkplätze und des sogenannten Bertelsmann-Sees 83.000 Quadratmeter. Das Bertelsmann Corporate Center weist 33.000 Quadratmeter Nutzfläche auf, bei einem umbauten Raum von 120.000 Kubikmetern. 
Beim Bürokonzept hatte man sich nach US-amerikanischen Vorbildern für Großraumbüros entschieden. Bereits der zweite Gebäudeteil 1979 entstand allerdings nach negativen Rückmeldungen der Mitarbeiter als Zellenbürobau mit Einzel- und Gruppenräumen. 1990 wurde auch der erste Gebäudeteil komplett nach dem Zellenbürokonzept umgestaltet. Neben der Verwaltung beheimatet das Corporate Center auch die Unterrichtsräume des 1962 gegründeten privaten Bertelsmann-Berufskollegs sowie den „Mediastore“, in dem Konzernangehörige zu rabattierten Preisen Produkte wie Bücher, Zeitschriften und CDs der Bertelsmann-Firmen erwerben können.
1995 wurde das Bertelsmann Corporate Center an das Blockheizkraftwerk der benachbarten Firma Mohndruck angeschlossen.
Das Betriebsrestaurant bietet Platz für 350 Gäste. 2001 wurde es um einen Wintergarten mit weiteren hundert Plätzen erweitert.

## Historische Einrichtung
Im sogenannten Traditionszimmer ist das Arbeitszimmer von Sigbert Mohn (1918–2002) mit zahlreichen Familienstücken der Familie Mohn aus dem 19. und 20. Jahrhundert ausgestellt.
Im Betriebsrestaurant befindet sich ein sieben Meter langer Torbalken aus dem in der Reichspogromnacht niedergebrannten Stammhaus des C. Bertelsmann Verlags. 

## Bertelsmann-See
1990 entstand im Zuge von Neubauten für die benachbarte Bertelsmann Stiftung vor dem Corporate Center ein kreisrunder See mit einem Durchmesser von 145 Metern, der 1991 mit 20 Millionen Liter Wassern geflutet wurde. Er dient nicht nur als Löschwasserreservoir, sondern beheimatet auch Gras- und Silberkarpfen, Bitterlinge, Barsche und Karauschen. Enten, Gänse und Schwäne sind dort regelmäßig, bisweilen auch Graureiher zu beobachten.